# Ignacio Casale
Ignacio Nicolás Casale Catracchia (Santiago, 27 de abril de 1987) es un piloto de cuadriciclo chileno, campeón de su categoría en el Rally Dakar de 2014, 2018 y 2020. Además, ha obtenido el segundo lugar en los años 2013 y 2017.

## Familia y estudios
Es hijo de Francisco Casale, un activo piloto de competencias de Jeep Fun Race en Chile en las décadas de 1980 y 1990, y de Mónica Catracchia. Estudió en los colegios Horizontes, San Juan de Las Condes y Carmen Teresiano de Vitacura y, posteriormente, seis meses de ingeniería comercial en la Universidad del Pacífico, tres años de ingeniería mecánica en DuocUC y administración de empresa en Inacap.

## Carrera deportiva
Casale comenzó su afición por los deportes tuercas, desde que su padre y su tío homónimo participaban en competencias del Jeep Fun Race, luego, participa en competencias de motocross y después participa en varias versiones del rally Dakar. En la edición de 2010, cuando tomó parte en la categoría de camiones junto con su padre, llegó en la 26.ª posición general. Gracias a esta actuación, ganó un wild card para participar en motos en la carrera del año siguiente, que finalizó en el 40.º puesto general.
Posteriormente, decidió correr en cuatrimotos en la versión de 2012, que terminó en el 4.º lugar. En la edición de 2013, ganó la séptima jornada del rally raid y se convirtió en el primer chileno en ganar una etapa en quads; entonces, finalizó en el segundo lugar general, detrás del argentino Marcos Patronelli. En el Rally Dakar de 2014, logró un triunfo histórico para el deporte de su país al ser el primer chileno en coronarse campeón de esa competición con un tiempo de 68:28:04. Casale consiguió el hito tras ganar siete de las trece etapas y superar a rivales como Marcos Patronelli y el polaco Rafal Sonik.
A partir de 2014 comienza a participar en las fechas del Campeonato Mundial.
Llegaba al Rally Dakar de 2015 con la asignatura de revalidar el título. Ganó 3 etapas y fue líder de la general en las primeras dos etapas, así como en la octava, pero en la décima cuando se encontraba a 4:00 de su máximo rival el polaco Rafal Sonik y le estaba recortando tiempo, sufrió un problema mecánico que no pudo reparar y que le obligó al abandono, y no poder revalidar así su cetro.

## Palmarés

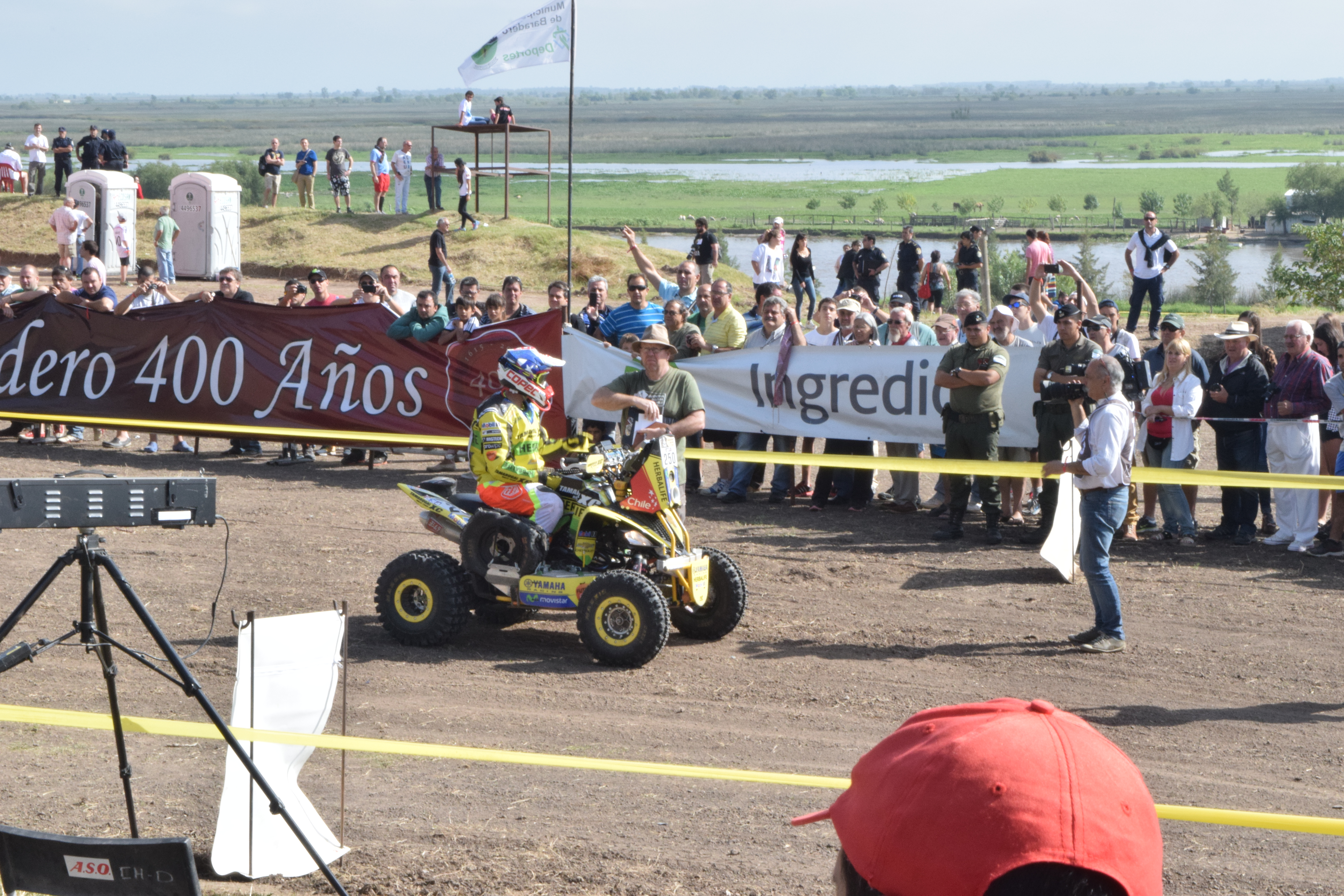
Ignacio Casale en la largada de la primera etapa del Rally Dakar de 2015, en Baradero.

- Campeón del Rally Dakar en quads (3): 2014, 2018, 2020.
- Campeón del Rally de Atacama en quads (2): 2015, 2017.[6]
- Campeón del Rally de Marruecos en quads (1): 2019.
- Campeón del Rally de Catar en quads (1): 2016.

## Resultados

### Rally Dakar
| Año     | Categoría  | Vehículo | Posición | Etapas | Notas                                             |
| ------- | ---------- | -------- | -------- | ------ | ------------------------------------------------- |
| 2010    | Camiones   | Atakama  | 26.º     | -      | Copiloto de su padre, Francisco Casale.           |
| 2011    | Motos      | Yamaha   | 40.º     | -      |                                                   |
| 2012    | Quads      | Yamaha   | 4.º      | -      | Mejor posición histórica de un chileno.           |
| 2013    | Quads      | Yamaha   | 2.º      | 1      | Primer chileno en ganar una etapa en cuadrimotos. |
| 2014    | Quads      | Yamaha   | 1.º      | 7      | Primer chileno campeón del Dakar.                 |
| 2015    | Quads      | Yamaha   | Ret.     | 3      | Abandonó por problemas mecánicos.                 |
| 2016    | Quads      | Yamaha   | Ret.     | 2      | Abandonó tras un accidente en la sexta etapa.     |
| 2017    | Quads      | Yamaha   | 2.º      | 2      |                                                   |
| 2018    | Quads      | Yamaha   | 1.º      | 5      | Segundo Dakar para Chile.                         |
| 2019    | SSVs       | Yamaha   | Ret.     | 1      | Abandonó por fallo mecánico en la sexta etapa.    |
| 2020    | Quads      | Yamaha   | 1.º      | 4      | Cuarto Dakar para Chile.                          |
| 2021    | Camiones   | Tatra    | 9.º      | -      |                                                   |
| 2022    | Camiones   | Tatra    | 27.º     | -      | Posición más baja de dicha categoría              |
| 2023    | P. ligeros | Yamaha   | 10.º     | -      |                                                   |
| 2024    | P. ligeros | Yamaha   | Ret.     | -      | Abandonó en la 3er etapa                          |
| Fuente: |            |          |          |        |                                                   |